# تيكسيكو
تيكسيكو (نيومكسيكو) (بالإنجليزية: Texico, New Mexico)‏ هي مدينة تقع في الولايات المتحدة في مقاطعة كوري، نيومكسيكو. يقدر عدد سكانها بـ 1,065 نسمة ومساحتها 2.1 كم2 وترتفع عن سطح البحر 1,264 متر.

## التركيبة السكانية
حدّد مكتب تعداد الولايات المتحدة بيانات التركيبة السكانية لتيكسيكو في تعداد الولايات المتحدة. في ما يلي، التركيبة السكانية حسب تعدادي 2000 و2010.

### تعداد عام 2000
بلغ عدد سكان تيكسيكو 1,065 نسمة بحسب تعداد عام 2000، وبلغ عدد الأسر 381 أسرة وعدد العائلات 279 عائلة مقيمة في المدينة. في حين سجلت الكثافة السكانية 495.3 نسمة لكل كيلومتر مربع (1,282.8/ميل2). وبلغ عدد الوحدات السكنية 414 وحدة بمتوسط كثافة قدره 192.6 لكل كيلومتر مربع (498.8/ميل2).
وتوزع التركيب العرقي للمدينة بنسبة 59.15% من البيض و4.60% من الأمريكيين الأفارقة و1.22% من الأمريكيين الأصليين و0.09% من الأمريكيين ذوي الأصول الآسيوية و0.09% من سكان جزر المحيط الهادئ و31.46% من الأعراق الأخرى و3.38% من عرقين مختلطين أو أكثر و47.32% من الهسبانيون أو اللاتينيون من أي عرق.
بلغ عدد الأسر 381 أسرة كانت نسبة 43.3% منها لديها أطفال تحت سن الثامنة عشر تعيش معهم، وبلغت نسبة الأزواج القاطنين مع بعضهم البعض 55.4% من أصل المجموع الكلي للأسر، ونسبة 11.8% من الأسر كان لديها معيلات من الإناث دون وجود شريك، بينما كانت نسبة 6% من الأسر لديها معيلون من الذكور دون وجود شريكة وكانت نسبة 26.8% من غير العائلات. تألفت نسبة 23.9% من أصل جميع الأسر من عدة أفراد يعيشون في نفس المنزل ونسبة 12.3% كانت تتألف من شخص يعيش بمفرده يبلغ من العمر 65 عاماً أو أكثر. وبلغ متوسط حجم الأسرة المعيشية 2.80، أما متوسط حجم العائلات فبلغ 3.34.
بلغ العمر الوسطي للسكان 34.5 عاماً. وكانت نسبة 30.8% من القاطنين تحت سن الثامنة عشر، وكانت نسبة 8.6% بين الثامنة عشر والرابعة والعشرين عاماً، ونسبة 28.1% كانت واقعةً في الفئة العمرية ما بين الخامسة والعشرين والرابعة والأربعين عاماً، ونسبة 19.7% كانت ما بين الخامسة والأربعين والرابعة والستين، ونسبة 12.8% كانت ضمن فئة الخامسة والستين عاماً فما فوق. يوجد لكل 100 أنثى 97.2 ذكر، ويوجد لكل 100 أنثى في الثامنة عشر من عمرها فما فوق 89.5 ذكر.
بلغ متوسط دخل الأسرة في المدينة 24,519 دولارًا، أما متوسط دخل العائلة فبلغ 29,554 دولارًا. وكان متوسط دخل الذكور 23,672 دولارًا مقابل 15,250 دولارًا للإناث. وسجل دخل الفرد الخاص بالمدينة 10,584 دولارًا. وكانت نسبة 17.3% من العائلات ونسبة 20.9% من السكان تحت خط الفقر، وكان من هؤلاء نسبة 19.8% تحت سن الثامنة عشر ونسبة 19.4% في الخامسة والستين من العمر وما فوق.

### تعداد عام 2010
بلغ عدد سكان تيكسيكو 1,130 نسمة بحسب تعداد عام 2010، وبلغ عدد الأسر 392 أسرة وعدد العائلات 284 عائلة مقيمة في المدينة. في حين سجلت الكثافة السكانية 525.6 نسمة لكل كيلومتر مربع (1,361.3/ميل2). وبلغ عدد الوحدات السكنية 428 وحدة بمتوسط كثافة قدره 199.1 لكل كيلومتر مربع (515.7/ميل2).
وتوزع التركيب العرقي للمدينة بنسبة 52.57% من البيض و4.69% من الأمريكيين الأفارقة و1.50% من الأمريكيين الأصليين و0.09% من الأمريكيين ذوي الأصول الآسيوية و0.09% من سكان جزر المحيط الهادئ و38.41% من الأعراق الأخرى و2.65% من عرقين مختلطين أو أكثر و55.93% من الهسبانيون أو اللاتينيون من أي عرق.
بلغ عدد الأسر 392 أسرة كانت نسبة 41.8% منها لديها أطفال تحت سن الثامنة عشر تعيش معهم، وبلغت نسبة الأزواج القاطنين مع بعضهم البعض 48.2% من أصل المجموع الكلي للأسر، ونسبة 17.3% من الأسر كان لديها معيلات من الإناث دون وجود شريك، بينما كانت نسبة 6.9% من الأسر لديها معيلون من الذكور دون وجود شريكة وكانت نسبة 27.6% من غير العائلات. تألفت نسبة 23.7% من أصل جميع الأسر من عدة أفراد يعيشون في نفس المنزل ونسبة 11.7% كانت تتألف من شخص يعيش بمفرده يبلغ من العمر 65 عاماً أو أكثر. وبلغ متوسط حجم الأسرة المعيشية 2.88، أما متوسط حجم العائلات فبلغ 3.39.
بلغ العمر الوسطي للسكان 32.2 عاماً. وكانت نسبة 30.2% من القاطنين تحت سن الثامنة عشر، وكانت نسبة 10.2% بين الثامنة عشر والرابعة والعشرين عاماً، ونسبة 25.5% كانت واقعةً في الفئة العمرية ما بين الخامسة والعشرين والرابعة والأربعين عاماً، ونسبة 22.7% كانت ما بين الخامسة والأربعين والرابعة والستين، ونسبة 11.5% كانت ضمن فئة الخامسة والستين عاماً فما فوق. وتوزع التركيب الجنسي للسكان بنسبة 51.3% ذكور و48.7% إناث.

## أعلام
- جويل هنت
- جيمس غاردنر